# 1518 en musique classique
| \| • Retour à la chronologie générale de la musique classique • \| |
| Grèce • Rome • Haut Moyen Âge • VIIIe siècle • IXe siècle • Xe siècle • XIe siècle XIIe siècle • XIIIe siècle • XIVe siècle • XVe siècle • XVIe siècle • XVIIe siècle XVIIIe siècle • XIXe siècle • XXe siècle • XXIe siècle |
| • Retour à la chronologie générale de la musique classique • |

| Années en musique classique : 1515 - 1516 - 1517 - 1518 - 1519 - 1520 - 1521    |
| Décennies en musique classique : 1480 - 1490 - 1500 - 1510 - 1520 - 1530 - 1540 |

## Naissances
- Francisco Leontaritis, compositeur grec († 1572).

## Décès
- 16 août : Loyset Compère, chantre et compositeur franco-flamand (° vers 1445).
- 20 novembre : Pierre de La Rue, compositeur franco-flamand (° vers 1460).